# Lenda do Galo de Barcelos

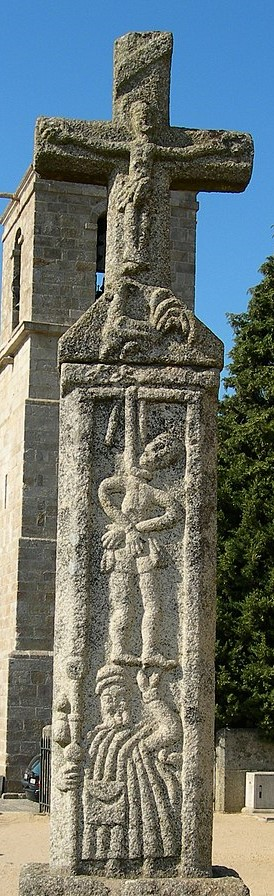
Cruzeiro medieval da Lenda do Galo, a mais antiga representação desta lenda, com o galo sob Cristo crucificado, localizado junto às ruínas do Paço dos Condes de Barcelos

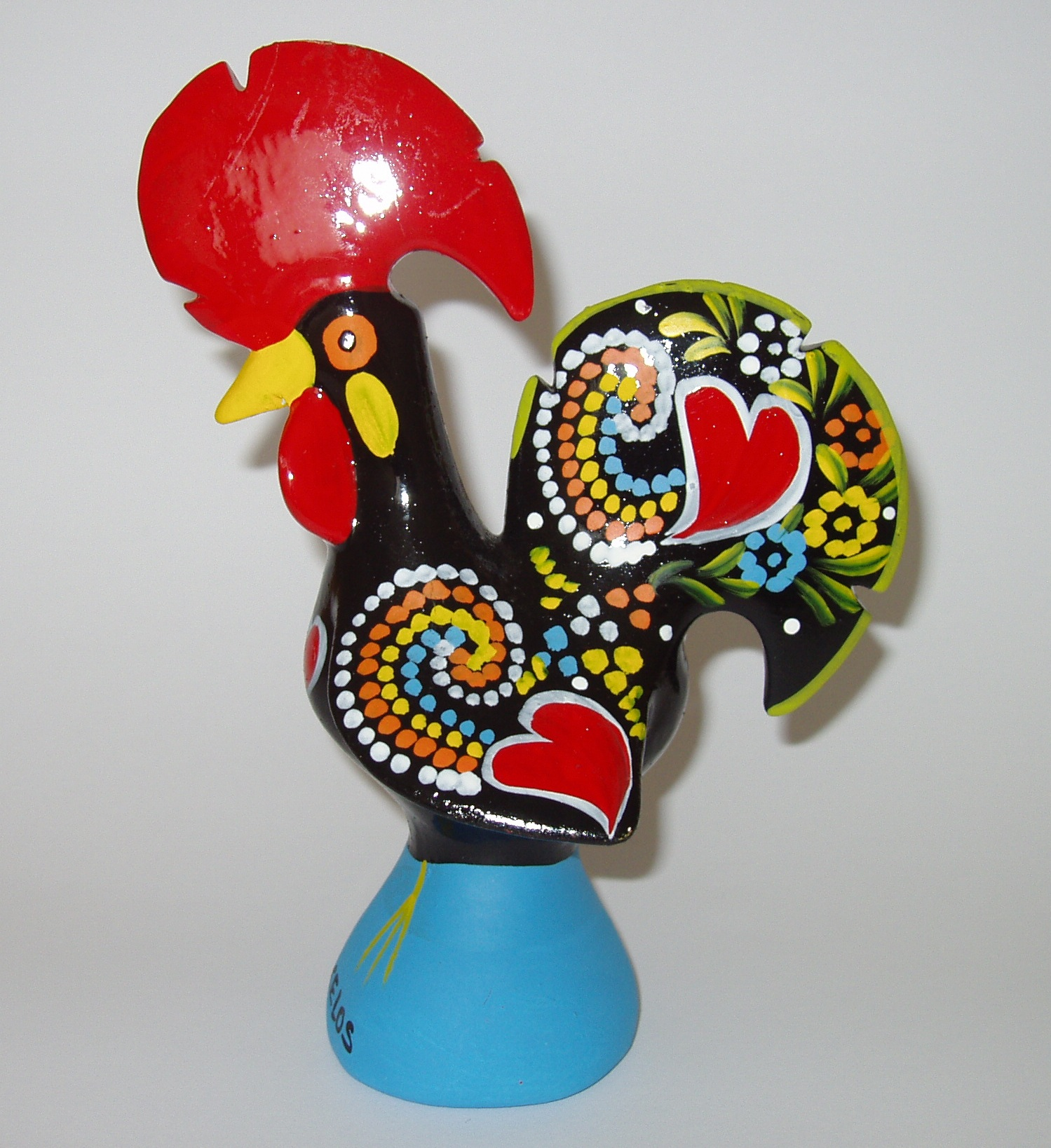
O Galo de Barcelos tradicional moderno é moldado em barro e colorido

A lenda do Galo de Barcelos é uma lenda popular de Portugal e que narra a intervenção milagrosa de um galo morto na prova da inocência de um homem erradamente acusado. Está associada ao monumento seiscentista que faz parte do espólio do Museu Arqueológico, situado no Paço dos Condes de Barcelos.

## Lenda
A versão mais popular da lenda conta que um dia, os habitantes de Barcelos andavam alarmados com um crime, do qual ainda não se tinha descoberto o criminoso que o cometera. Certo dia, apareceu um galego que se tornou suspeito. As autoridades resolveram prendê-lo, apesar dos seus juramentos de inocência, que estava apenas de passagem em peregrinação a Santiago de Compostela, em cumprimento duma promessa divina.
Condenado à morte na forca, o homem pediu que o levassem à presença do juiz que o condenara. Concedida a autorização, levaram-no à residência do magistrado, que nesse momento se banqueteava com alguns amigos. O galego voltou a afirmar a sua inocência e, perante a incredulidade dos presentes, apontou para um galo assado que estava sobre a mesa e exclamou:
— "É tão certo eu estar inocente, como certo é esse galo cantar quando me enforcarem!"
O juiz empurrou o prato para o lado e ignorou o apelo, mas quando o peregrino estava a ser enforcado, o galo assado ergueu-se na mesa e cantou. Compreendendo o seu erro, o juiz correu para a forca e descobriu que o galego se salvara graças a um nó malfeito. O homem foi imediatamente solto e mandado em paz. Passado algum tempo foi feito o Galo de Barcelos e dado como encerrado o caso.
Alguns anos mais tarde, o galego teria voltado a Barcelos para esculpir o Cruzeiro do Senhor do Galo em louvor à Virgem Maria e a Santiago Maior, monumento que se encontra no Museu Arqueológico de Barcelos.

## Variações
Em todas as histórias, a lenda do Galo de Barcelos é sobre um galo morto que canta para provar a inocência de um homem acusado. Mesmo assim, também existem variações desta história. Aqui estão algumas destas variações:
- O peregrino é um convidado que o latifundiário convida para o seu banquete, onde prata é roubada.
- O peregrino fica numa pousada local, e é o proprietário ganancioso da pousada que acusa falsamente o peregrino do crime.[5]
- Existem dois peregrinos, um homem e o seu filho. O filho é acusado e o pai implora a inocência do seu filho em chamar o galo para cantar.[6]
- O galo canta logo que o homem acusado declara que vai, portanto o homem nunca é trazido às forças.
- O milagre ocorre em La Rioja, Espanha e é associado ao Santo Domingo de la Calzada.